# Reazione di Wurtz
La reazione di Wurtz prende il nome da Charles-Adolphe Wurtz, che la scoprì nel 1855. Si tratta di una reazione di accoppiamento dove due molecole di alogenuro alchilico reagiscono con il sodio per formare un nuovo legame carbonio-carbonio:
La reazione viene usata in chimica organica, chimica organometallica e anche in polimeri inorganici dei gruppi principali. Sono stati usati anche altri metalli, tra i quali argento, zinco, ferro, rame attivato, indio e una miscela di manganese e cloruro di rame. La analoga reazione con alogenuri arilici è detta reazione di Wurtz-Fittig.

## Meccanismo
La reazione consiste in uno scambio metallo-alogeno che coinvolge il radicale R• (analogamente alla formazione di un reattivo di Grignard) e successiva formazione del legame carbonio-carbonio in una reazione di sostituzione nucleofila.
Inizialmente, un elettrone viene trasferito dal metallo all'alogeno, formando un alogenuro metallico e un radicale alchilico.
R−X + M → R• + M+X−
Il radicale alchilico accetta quindi un elettrone da un altro metallo formando un anione alchilico, mentre il metallo diventa cationico. Questo intermedio è stato isolato in parecchi casi.
R• + M → R−M+
Il carbonio nucleofilo dell'anione alchilico sostituisce quindi l'alogenuro in una reazione SN2, formando un nuovo legame covalente carbonio-carbonio. 
R−M+ + R−X → R−R + M+X−

## Esempi e condizioni di reazione
Un esempio tipico è la reazione dello ioduro di metile o del cloruro di etile con sodio metallico in polvere usando etere anidro come solvente. Si forma un alcano contenente un numero doppio di atomi di carbonio; ad esempio con ioduro di metile si ottiene etano, e con cloruro di etile si ottiene n-butano.
Il solvente, etere in questo caso, deve essere anidro (privo di umidità) perché gli anioni alchilici sono così basici (il protone alchilico ha un pKa circa 48−50) da deprotonare l'acqua (a ioni idrossido) formando alcani, e riducendo la resa del prodotto desiderato.
A causa di varie limitazioni (vedi oltre) la reazione di Wurtz è usata molto raramente, specialmente perché gli alcani possono essere ottenuti da molte altre fonti, ad esempio dal petrolio greggio o dalla trasformazione di acidi grassi. Tuttavia la reazione di Wurtz è utile per chiudere anelli piccoli, specie a tre termini: il diciclobutano fu preparato in questo modo partendo da 1-bromo-3-clorociclobutano e sodio, ottenendo il prodotto finale con una resa del 95%.

## Limitazioni
La reazione di Wurtz è limitata alla sintesi di alcani simmetrici. Se si usano come reagenti due alogenuri alchilici diversi, si ottiene una miscela di alcani che è spesso difficile da separare, dato che i punti di ebollizione sono simili e quindi la distillazione non funziona. Inoltre, dato che la reazione coinvolge radicali liberi, si possono avere reazioni collaterali che formano alcheni. Queste reazioni collaterali diventano più importanti quando nell'alogenuro alchilico il carbonio connesso all'alogeno è ingombrato. Il motivo è che l'energia di attivazione richiesta per la reazione SN2 nel secondo stadio diventa significativamente elevata, ed è quindi favorito il meccanismo alternativo di eliminazione.